# Ana Peláez Narváez

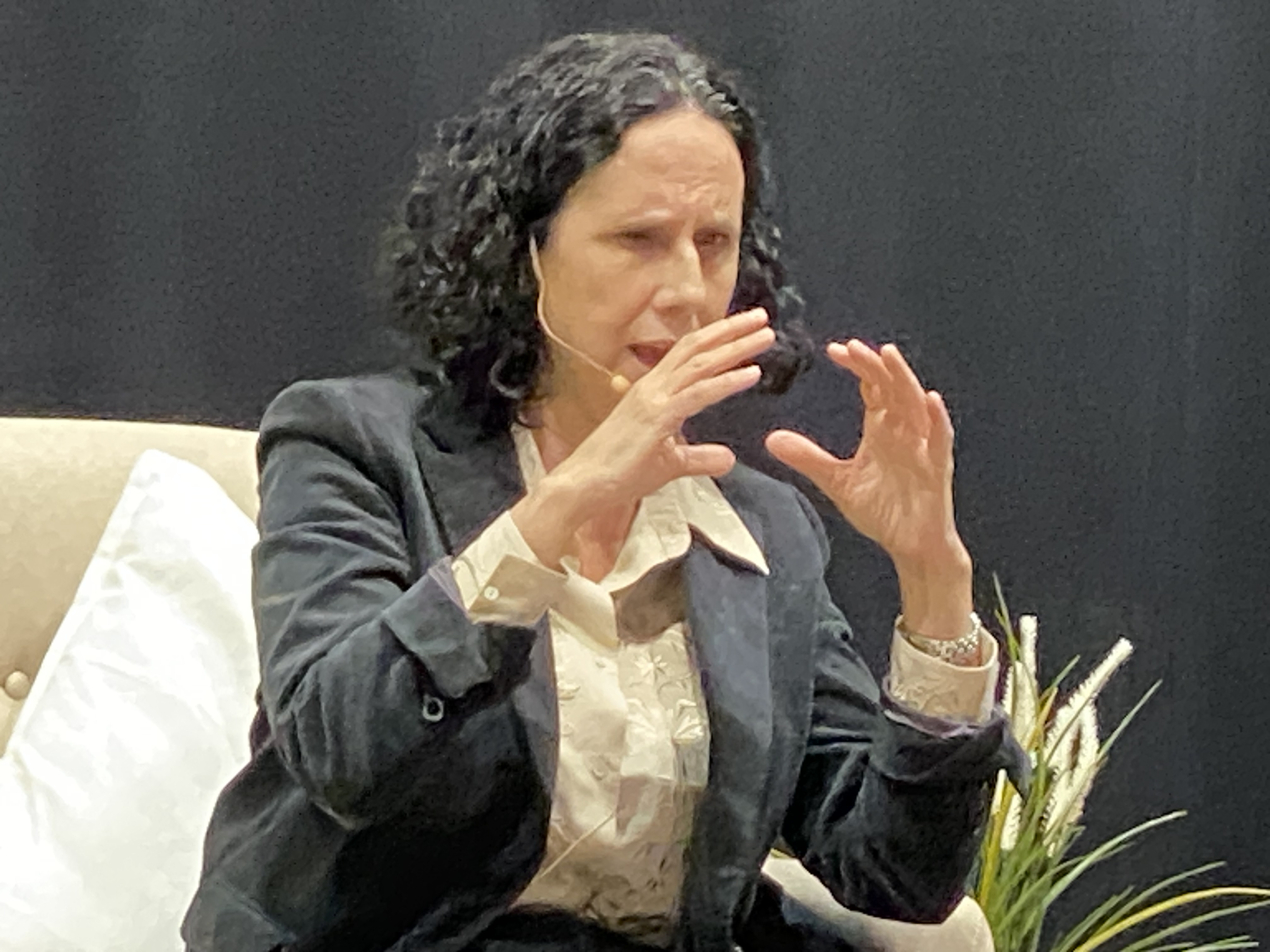
Ana Peláez (2023)

Ana Peláez Narváez (geb. 4. Oktober 1966 in Zafra) ist eine spanische Behindertenexpertin, Mitglied des UN-Ausschusses zum Schutz der Rechte von Menschen mit Behinderungen und die erste Frau mit einer Behinderung im UN-Ausschuss für die Beseitigung der Diskriminierung der Frau (CEDAW).

## Studium
Ana Peláez Narváez kam 1966 im südwestspanischen Zafra zur Welt. Von Geburt an blind, besuchte sie zunächst die ONCE-Schule in Sevilla und wechselte dann in die Sekundarstufe einer normalen Schule. Sie studierte am Lycée Saint Ubert in Brüssel und schloss 1992 parallel ein Studium der Erziehungswissenschaften und der Psychologie an der Universität Sevilla ab. Anschließend absolvierte sie einen Postgraduierten-Masterstudiengang über die besonderen Bedürfnisse von Menschen mit Behinderungen sowie ein Promotionsstudium an der Universität Salamanca.

## Karriere
Zwischen 2000 und 2007 war sie Generalrätin von ONCE der öffentlich-rechtlichen Organización Nacional de Ciegos Españoles. Im Jahr 2003 wurde sie geschäftsführende Vizepräsidentin der ONCE-Stiftung für Lateinamerika (FOAL). Von 2007 an war sie Direktorin für internationale Beziehungen von ONCE. Sie vertrat die Organisation unter anderem bei der Europäischen Blindenunion (EBU), der Lateinamerikanischen Blindenunion (ULAC), der Weltblindenunion (WBU) und dem Internationalen Rat für Blindenbildung (ICEVI).
Von 2004 bis 2014 war sie Präsidentin der Frauenkommission des Comité Español de Representantes de Personas con Discapacidad (CERMI). Derzeit ist sie dessen Beauftragte für Genderfragen. In dieser Funktion trat sie mehrfach vor dem Abgeordnetenkongress, dem Spanischen Senat und dem Europäischen Parlament auf.
Sie vertritt CERMI im Königlichen Rat für Behindertenfragen, wo sie als Expertin für Frauen und Behinderung Mitglied ist. Sie arbeitet auch im Rat für die Beteiligung von Frauen und in der staatlichen Beobachtungsstelle für Gewalt gegen Frauen mit, die dem spanischen Ministerium für Gesundheit, Soziales und Gleichstellung unterstehen.
Im Europäischen Behindertenforum (EDF) ist sie Mitglied des Exekutivausschusses und des Verwaltungsrats, wo sie auch für Genderfragen zuständig ist und den Vorsitz des Frauenausschusses innehat, dem sie seit 2001 angehört. Im Jahr 2017 wurde sie zur Vizepräsidentin des EDF gewählt.
Seit Juni 2010 vertritt sie das Europäische Behindertenforum bei der European Women’s Lobby
(EWL). Sie wurde von der EWL-Versammlung in den EWL-Verwaltungsrat gewählt. In dieser Position vertritt sie die EWL in der Hochrangigen Gruppe für Behinderte der Europäischen Kommission.

### Rolle bei den Vereinten Nationen
Peláez nahm als Delegierte der spanischen Regierung an den Verhandlungen für das Übereinkommen über die Rechte von Menschen mit Behinderungen teil. In dieser Funktion war sie Zeugin der Zeremonie der Unterzeichnung durch Spanien am 30. März 2007. Sie war auch Zeugin der offiziellen Hinterlegung der Ratifizierung des Übereinkommens und des Fakultativprotokolls am 3. Dezember 2007.
Am 3. November 2008 wurde sie von der UN-Vertragsstaatenkonferenz zu einer der zwölf Experten des Internationalen Ausschusses zur Überwachung des Übereinkommens über die Rechte von Menschen mit Behinderungen gewählt und gleich in ihrem ersten Mandat zur Ersten Vizepräsidentin ernannt. Auf der 5. Konferenz der Vertragsstaaten im Jahr 2012 wurde sie für den Zeitraum 2013–2016 erneut in den Ausschuss gewählt.
Im Juni 2018 wurde Peláez in den Ausschusses zur Beseitigung jeder Form von Diskriminierung der Frau der Vereinten Nationen (CEDAW) gewählt. Sie ist die erste Frau mit einer Behinderung, die einen Platz in diesem internationalen Gremium einnahm. Von 2023 bis 2024 war sie Vorsitzende des Gremiums.

## Auszeichnungen
- 2023: Auszeichnung als führende Frau in der Sozialwirtschaft durch das spanische Arbeitsministerium
- 2023: Luisa-Medrano-Preis (gemeinsam mit Fademur) für ihr Engagement für Gleichberechtigung. Almansa.
- 2022: Móstoles-Preis für den Kampf gegen Gewalt an Frauen.
- 2014: Besondere Erwähnung des Ibero-Amerikanischen Gleichstellungspreises des Cortes de Cádiz „für ihre Arbeit zur Gleichstellung und Sensibilisierung für Frauen mit Behinderungen.“
- Verleihung des Orden de Isabel la Católica für ihre Rolle als Delegierte der spanischen Regierung bei den Vorbereitungen für das Übereinkommen der Vereinten Nationen über die Rechte von Menschen mit Behinderungen.[9]